# Anders Gustaf von Düben
Anders Gustaf von Düben (pronunciación en sueco: /ˈânːdɛʂ ˈɡɵ̂sːtav fɔn dy:ʹbən/; Estocolmo, 1785 – Estocolmo, 4 de octubre de 1846), fue un artista y militar sueco.
Miembro destacado de la familia sueca de músicos Düben, una dinastía perteneciente a la nobleza de Suecia. Sus padres eran Henrik Jakob von Düben y Julie af Petersens.
Fue acusado de estar en conexión con la depuesta casa real y la dinastía Holstein-Gottorp, así como con Gustavo Gustavsson de Vasa, el primogénito de el rey de Suecia Gustavo IV Adolfo de Suecia. En 1832 fue condenado por esto al exilio, siendo el último sueco en serlo junto con Johan Fredrik Ernst von Vegesack.
En 1810 se casó con Carolina Maria Eckhardt en Greifswald, del dominio de Pomerania Sueca y hija de Johann Heinrich Eckhardt. Su nieto, Edvard von Düben, emigró a México.